# Nicușor Stanciu
Nicholas 'Nicusor "Claudiu Stanciu (nascut el 7 de maig de 1993) és un jugador de futbol romanès juga amb el Damac FC i l'equip nacional de Romania. Pot jugar com a lateral o centrecampista ofensiu, i és reconegut per les seva habilitat.
El 2023, Stanciu va capitanear la seva selecció en els deu partits de la fase de classificació per a l'Euro 2024, marcant tres gols mentre Romania guanyava el seu grup sense perdre cap partit. El 7 de juny de 2024, va ser inclòs a la llista de 26 jugadors de Romania per a l'UEFA Euro 2024. El 17 de juny, va ser nomenat Jugador del Partit després de marcar el primer gol en una victòria per 3-0 contra Ucraïna en el partit inaugural, contribuint així a la primera victòria de Romania en aquesta competició en 24 anys. A més, es va convertir en el primer jugador a marcar en el torneig europeu mentre jugava en un club d'Aràbia Saudita, i el segon jugador d'un club no europeu després de Vladimír Weiss.